# 팡테옹

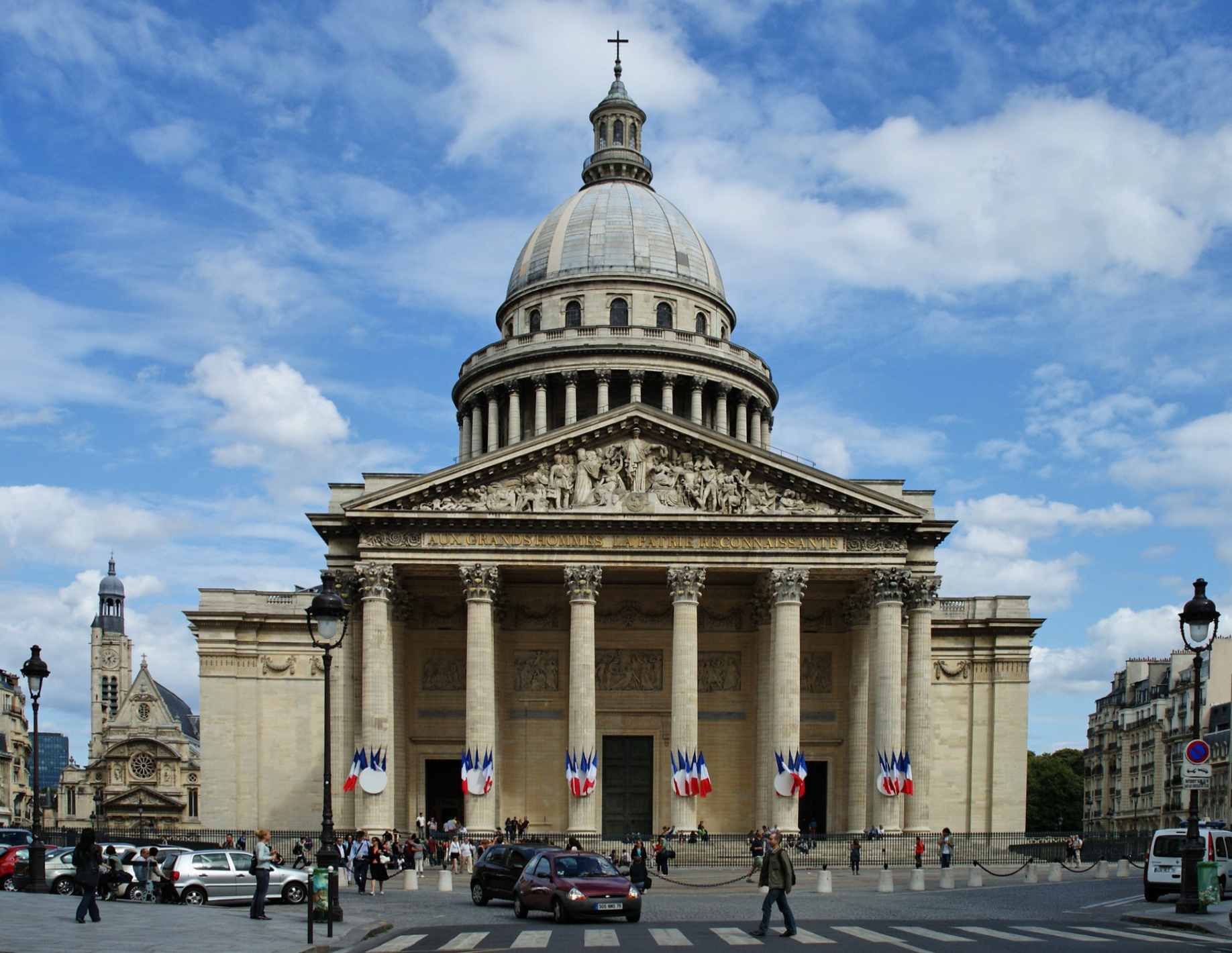
팡테옹

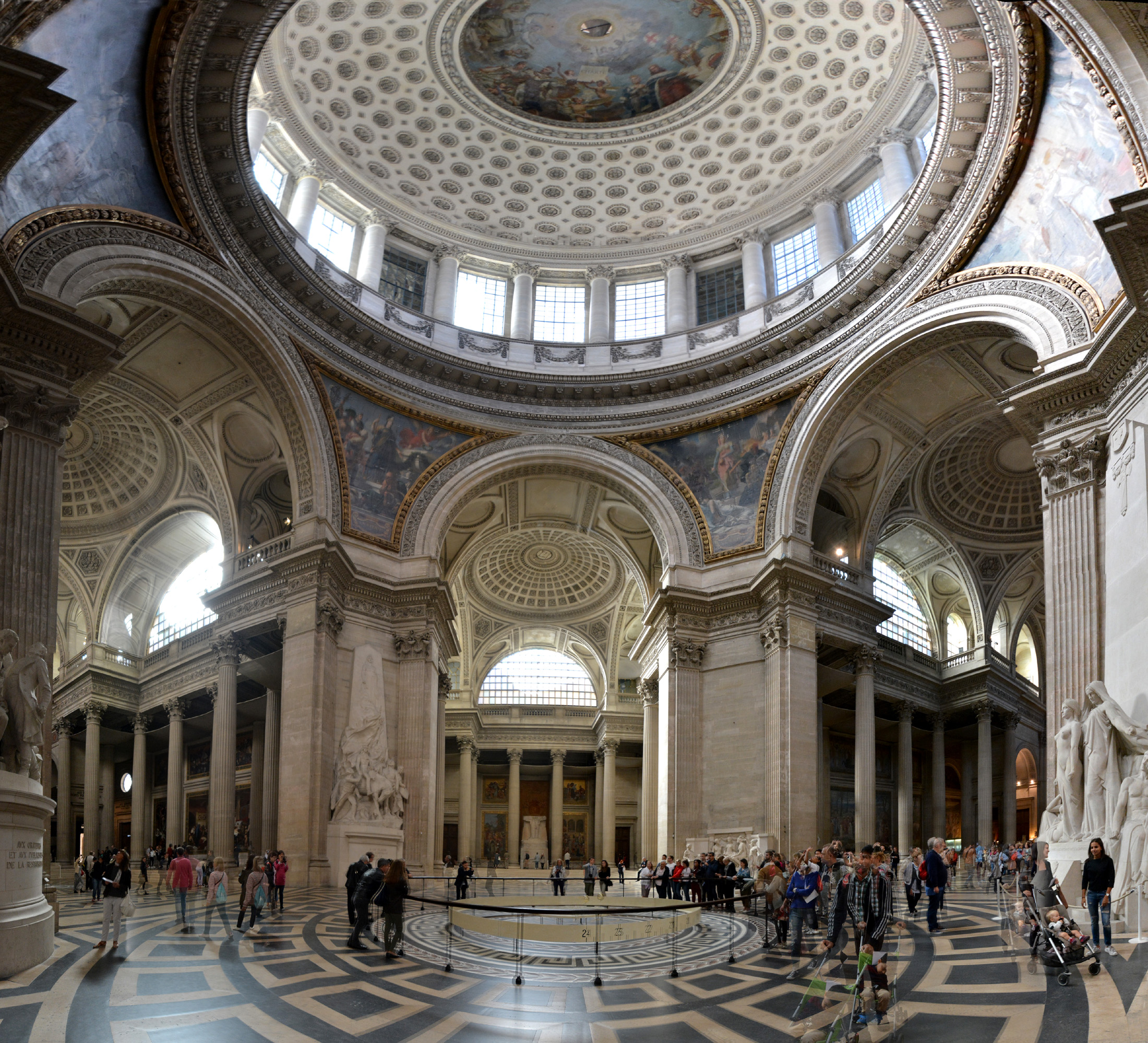
팡테옹의 내부 돔

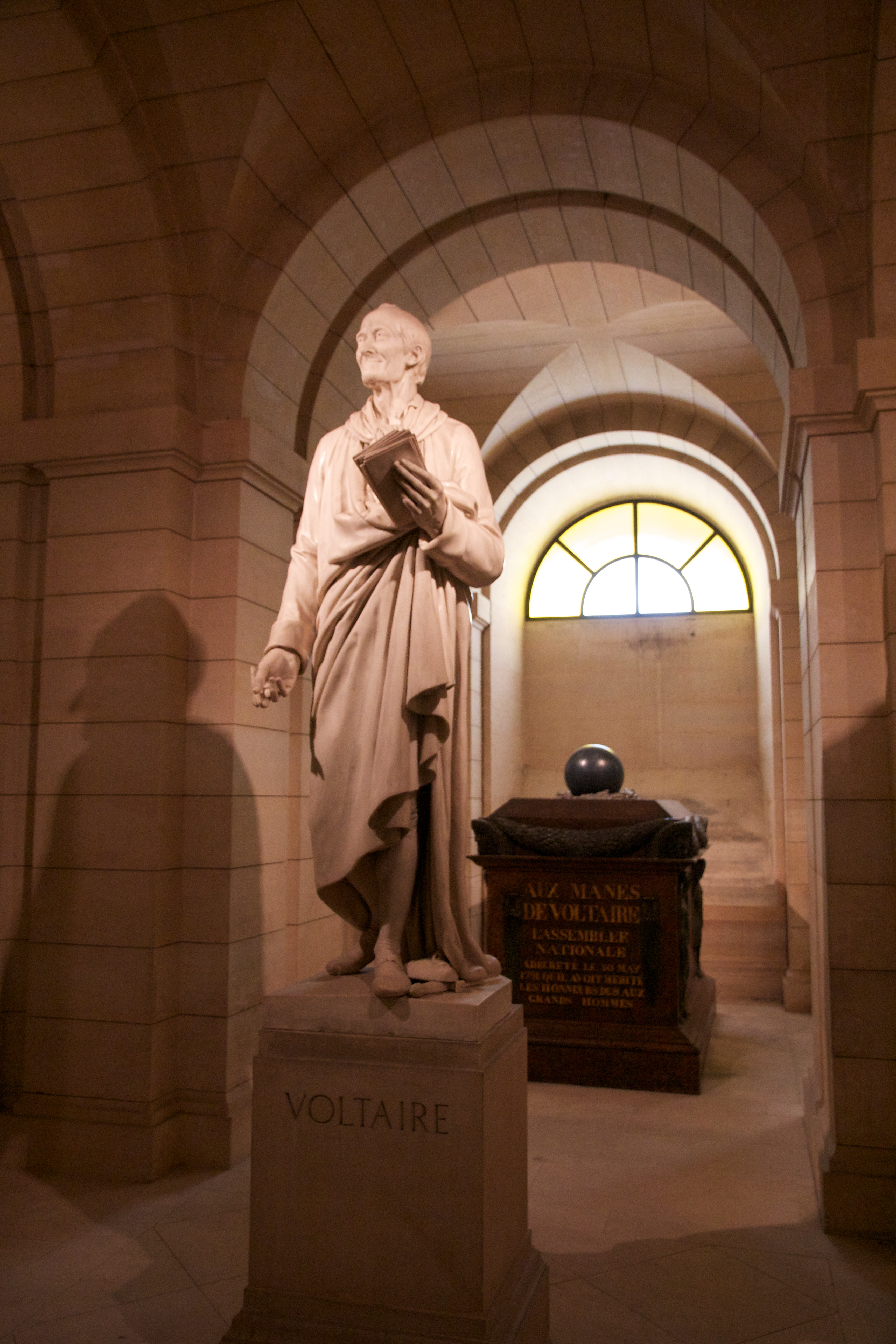
팡테옹 지하실에 있는 볼테르의 조각상과 무덤

팡테옹(Panthéon 혹은 Panthéon de Paris)은 프랑스 파리 카르티에 라탱(Quartier latin) 지역에 있는 건축물이다. 입구에 있는 삼각형 부조 아래에는 "조국이 위대한 사람들에게 사의를 표하다."(AUX GRANDS HOMMES LA PATRIE RECONNAISSANTE)라는 글자가 씌어 있는데, 팡테옹은 원래 성 주느비에브에게 봉헌된 교회였으나, 수많은 변화를 거쳐 현재는 예배 장소와 위인들의 묘지의 역할이 복합되었기 때문이다. 이 건물은 초기 신고전주의 건물로 파사드(Façade, 건물의 정면)은 로마의 판테온에서 따온 것으로 브라만테의 템피에토와 비슷하게 생긴 돔이 위에 얹혀 있다. 파리 5구에 위치한 팡테옹에서는 파리 전체를 내다볼 수 있다. 이 건물의 건축가인 자크 제르맹 수플로는 고딕 성당의 가벼움과 밝음을 고전적인 원리들과 복합하려는 의도를 갖고 있었다. 수플로는 자신의 작품이 완성되기 전에 사망하였고, 그의 설계안은 완전히 실행되지는 못하였다. 그가 이 걸작을 위해 계획한 건물의 투명성은 이뤄지지 못했다. 하지만, 이것은 당시의 중요한 건축적 성과들 중 하나였고, 최초의 기념비적인 신고전주의 건물이었다.

## 역사
루이 15세는 병석에서 자신이 회복되면, 후원할 가치가 있었던 파리의 성자인 성 지네비에브를 위해 폐허가 된 성 지네비에브 교회를 바꿀 것이라고 맹세를 했다. 그는 병상에서 회복되었고, 그는 아벨 프랑스와 프와송에게 그의 맹세를 이행하도록 맡겼다. 1755년 그는 자끄 제르맹 수플로에게 교회의 설계를 맡기고, 2년 후 건축에 들어갔다.

## 같이 보기
- 판테온 (로마)